# 간이벽온방
간이벽온방(簡易辟瘟方)은 충청북도 청주시 흥덕구 청주고인쇄박물관에 있는 조선시대의 의학 책이다. 2018년 3월 16일 충청북도의 유형문화재 제371호로 지정되었다.

## 개요
간이벽온방은 조선 중종 때 의관 박순몽, 박세거 등이 임금의 명에 의해 온역(온瘟:전염병) 치료에 대한 약방문을 모아 엮은 의학서적이다. 중종 19년(1524) 가을에 평안도 전지역에 전염성 열병이 번지자 치료에 필요한 약방문을 책으로 엮어 한글로 번역하여 중종 20년(1525)에 널리 보급하였다. 그러나 현재 초간본은 전하여지지 않고 선조 11년(1578년)과 광해군 5년(1613)에 발행한 중간본이 전한다.
이 책은 광해군 5년(1613)의 중간본으로서 금속활자인 을해자와 목활자인 훈련도감자를 섞어서 발행한 것으로 임진왜란 이전의 의학서 및 활자 인쇄술, 그리고 국어사에 있어 귀중한 자료이다.

## 참고 문헌
- 간이벽온방 - 국가유산청 국가유산포털